# Shin Yung-kyoo
Shin Yung-kyoo (30 de março de 1942) é um ex-jogador de futebol norte-coreano, que atuava como defensor

## Carreora
Shin Yung-kyoo fez parte do histórico elenco da Seleção Norte-Coreana de Futebol, na Copa do Mundo de 1966.